# 성창경
성창경(成昌慶, 1961년 12월 21일~)은 대한민국의 언론인(보도 기자, KBS 한국방송공사)이다. 대학 교수, 정치인으로 활동하였으며, 정치 유튜브 성창경TV를 운영 중이다.

## 이력

### 학력
- 부산대학교 정치외교학 학사
- 백석대학교 신학대학원 목회학 석사
- 연세대학교 언론홍보대학원 언론학 석사

### 주요 경력
- 1987년 KBS 한국방송공사 보도 기자 (공채 14기)
- KBS 한국방송공사 보도본부 보도국 경제부 차장
- 2009년 KBS 한국방송공사 라디오 뉴스 제작팀장
- 2012년 KBS 한국방송공사 인터넷 뉴스 주간
- 2012년 경희대학교 겸임교수 (방송문화진흥회 위촉)
- 2013년 KBS 한국방송공사 디지털뉴스국장
- 2014년 KBS 한국방송공사 방송문화연구소장, 울산방송국장
- 2016년 KBS 한국방송공사 해설국 해설위원
- 2017년 KBS 한국방송공사 방송문화연구소 방송문화연구부 위원, 공영노동조합(공영노조) 위원장
- 자유사랑교회 목사
- 2020년 3월 2일 KBS 한국방송공사 명예 정년 퇴사
- 2020년 3월 9일 자유공화당 최고위원 겸 당무위원, 공천관리위원장
- 2020년 3월 24일 자유공화당 탈당
- 2020년 4월 6일 기독자유통일당 당무위원
- 2020년 8월 6일 기독자유통일당 탈당
- 2021년~현재 자유통일당 당무위원

## 저서
- 《미친 언론》 (나눔사, 2018년)
- 《대한민국 파괴되고 있는가 - 문재인 정권의 대한민국 파괴》 (북앤피플, 2019년) - 공동 저자: 최광, 김경회, 김문수, 김정호, 김태우, 박석순, 박인환, 신원식, 양준모, 윤덕민, 정규재, 정범진, 조갑제, 조희문